# Modest Urgell i Inglada
Modest Urgell i Inglada (Barcelona, 13 de juny de 1839 - 3 d'abril de 1919), també conegut pel pseudònim de Katúfol, fou un pintor i autor teatral català. La seva herència artística deixa molts paisatges, marines i esglésies situats en atmosferes melancòliques, condicionats per la tria dels colors i l'estat anímic del pintor. En les seves obres s'hi pot veure la influència de Joaquim Vayreda, dels diferents moviments artístics coetanis de l'art europeu especialment a París, com el Romanticisme, al costat dels ambients creats per Edgar Allan Poe.
Urgell fou reconegut com a pintor tan internacionalment com al país: així ho proven les diverses exposicions a París, Brussel·les, Múnic i altres llocs com Madrid, Olot, Girona i Barcelona. A més del reconeixement com a artista, en la seva etapa com a professor de paisatge a l'Escola de la Llotja va influenciar diversos artistes, entre els quals destaquen Pablo Picasso, Joan Miró i Hermen Anglada Camarasa.
A més d'artista, Urgell també va destacar com a actor i va escriure obres que recullen les seves vivències i l'ambient de les classes populars. Com a autor teatral no va tenir tant èxit com la seva pintura, però, així i tot, va merèixer l'elogi ser admirat per Narcís Oller, l'il·lustre literat català. D'entre les seves obres destaquen Turbonada (1870), Lluny dels ulls (1898) i Un terròs de sucre (1898) entre d'altres.
Va ser el fundador de la Societat Artística i Literària de Catalunya que feia les seves reunions a la famosa Sala Parés. En aquest lloc, l'artista barceloní mostrava la seva part més íntima. Entre els diferents amics que assistien a aquelles reunions trobem Enric Galwey que el defineix com una persona que explicava anècdotes interessants, casos graciosos i que el reconeixia com un clar representant de l'època del romanticisme.

## Biografia
Modest Urgell i Inglada va néixer el 13 de juny de 1839 en el si d'una família benestant de Barcelona. El seu pare, Jaume Urgell i Marí, era de Reus i la seva mare, Antònia Inglada i Moragas (+1876), era de Vilanova i la Geltrú. Cosins seus són Josep Coroleu i Inglada, Alexandre de Riquer i Ynglada. En el període de l'adolescència, Modest Urgell forjà la intenció de dedicar-se al teatre i formà part d'algunes companyies amateurs. Tanmateix, la família no compartia aquests anhels i van reorientar la seva vocació cap al món de la pintura.
Fou així com l'artista barceloní es formà com a pintor, estudià a l'Escola de la Llotja ja abans del 1864, on fou deixeble de Ramon Martí i Alsina, el primer realista català, Pau Milà i Fontanals, Claudi Lorenzale, Josep Serra Porsón i Lluís Rigalt. Allà va conèixer altres pintors importants com són els germans Vayreda, els germans Masriera, Benet Mercadé o Marià Fortuny entre d'altres. És en aquella època que travà amistat amb el també pintor, tot i que afeccionat, Rafael Masó i Pagès.
Més endavant, en els anys 1860, les seves obres foren rebutjades en les exposicions organitzades a l'Escola la Llotja, per considerar-se massa avançades. En aquella època, també exposà sense èxit a Madrid. En canvi, a Girona, on va viure entre els anys 1860 i 1870, va aconseguir certa notorietat, i va fundar el museu municipal.
Després d'acabar la seva formació a l'Escola de la Llotja, el 1868 va emprendre el seu viatge d'estudis a París, meca de la majoria d'artistes del moment. En aquella ciutat francesa va trencar amb l'academicisme i va assajar nous corrents artístics. Va ser a París on conegué a Gustave Courbet, i s'adscrigué al realisme.
La seva tornada a Barcelona el 1870 coincideix amb l'epidèmia de la febre groga. Aquesta circumstància el mou a instal·lar-se amb altres artistes com Antoni Caba i Joan Roig i Soler, a Olot, capital de la Garrotxa, convidat per Joaquim Vayreda creador d'una escola paisatgística, que va influir notablement en Urgell, i que va determinar la seva especialització pictòrica principal en el paisatge. La seva estada a la Garrotxa no va més enllà de 1894, quan mor Joaquim Vayreda. El 1900 hi retorna puntualment per participar en l'Exposició Regional Olotina. Els anys següents Urgell va fer petites estades a Arenys de Mar, Gelida i Tolosa de Llenguadoc. Durant aquells anys esdevé un pintor reconegut, amb molts encàrrecs, fet que li permet viure exclusivament de la pintura.
Modest Urgell es casà el maig de 1865 amb la pintora Eleonor Carreras Torrecasana al monestir de Montserrat El 1873 va néixer el seu fill Ricard Urgell, a Barcelona. Ricard també va ser pintor i professor de l'Escola la Llotja de dibuix artístic. Al llarg de la seva carrera artística Ricard Urgell s'interessà pels efectes de la llum i va seguir la tendència postimpressionista.
A finals de la dècada del 1870, Modest Urgell exposava habitualment, des de la seva fundació el 1877, a la Sala Parés i també va obtenir èxits a les exposicions nacionals de Madrid el 1876, 1892 i 1895, on guanyà la primera medalla amb El Pedregal, poble civilitzat; també va ser guardonat amb les màximes condecoracions en les exposicions de Barcelona de 1894, 1896 i 1898, i participà en exposicions de Filadèlfia i Múnic. Va ser també un dels artistes convidats a la primera exposició de l'Acadèmia de Belles Arts de Sabadell.
La dècada de 1880-1890 va ser de molta activitat. Va ser el moment de creació de tot un seguit de pintures sobre l'hivern, capvespres, platges amb barques i de planes solitàries, o cementiris rurals i ermites que li donaran diferents premis i el consolidaren com a referent. A Europa aconseguí premis a Múnic i a Brussel·les. També a Barcelona..
L'any 1894, mort Lluís Rigalt, Modest Urgell va ser nomenat professor interí de Perspectiva i Paisatge a l'Escola de Belles Arts de Barcelona. Entre 1896 i 1898 es dedicà només a fer classes de paisatge.
Al cap de dos anys, però, va reprendre la seva gran passió per sobre de la pintura que era el teatre. Col·laborà amb Lluís Graner com a director escènic d'espectacles. També va treballar com a decorador, fent diversos treballs, entre ells el Cafè Torino del passeig de Gràcia i la Maison Dorée de la plaça de Catalunya de Barcelona.
En la seva etapa com a autor teatral va crear diverses obres entre elles Passions funestes (1898), o la comèdia Lluny dels ulls, a prop del cor (1901) estrenada al Teatre Principal de Barcelona. També va escriure altres obres, com El Murciélago on reflecteix l'amor pel teatre. Més endavant, Memorias d'una patum, on recull diverses dades biogràfiques.
El 1909, Urgell va expressar les seves vivències de la Setmana Tràgica i la guerra del Marroc en unes il·lustracions.
El 1915 es va instal·lar a una torre del municipi de Sant Gervasi de Cassoles. Urgell va continuar dedicant-se a l'ensenyament a l'Escola la Llotja, i a la promoció de l'art a través de la Societat Artística i Literària que havia fundat amb Enric Galwey i Lluís Graner l'any 1900 a la Sala Parés.
El 3 d'abril de 1919 va morir a l'edat de setanta-nou anys.
Al cap de cent anys de la seva mort, el 2019, es va celebrar l'Any Modest Urgell amb la programació de diverses activitats i exposicions

## Obra
Modest Urgell va ser un nom important en la pintura catalana del segle xix. Va fer més de seixanta-vuit exposicions col·lectives tant a l'estranger com al país, que representen més de quatre-centes obres exposades. Les seves pintures es defineixen en l'aspecte formal i l'aspecte iconogràfic.
Tant ell com la seva dona van practicar un estil pictòric similar i aquest fet, segons l'historiador de l'art Francesc Fontbona, va propiciar que possiblement alguns antiquaris i marxants d'art canviessin la signatura d'algunes obres de Leonor Carreras i hi posessin la seva, per afavorir la venda de les obres.

### Aspectes formals
Aquest tema es desenvolupa en set elements diferents que són el gènere, l'espai, la perspectiva, la composició, la llum, el color i la tècnica: 
- El gènere es troba una pintura monòtona reduïda en paisatges, interiors i marines que provoca en els quadres de Modest Urgell se'ls anomeni Lo de sempre per la pintura tan semblant que fa.

- L'espai és obert i estàtic. En el primer cas els quatre costats del quadre queden oberts, on les obres poden ser continuades. En el segon cas és estàtic perquè hi ha paisatges que ni pel color, ni per la pinzellada produeixen cap moviment.

- La perspectiva és atmosfèrica. Les formes del primer pla apareixen delimitades, i en el segon pla els contorns es difuminen i es fa més difícil reconèixer les formes. En aquests dos plans hi ha dues zones delimitades pel color: el primer pla que pertany a la gamma càlida de marrons i ocres, i en el segon pla utilitza una gamma cromàtica freda de tonalitats grises i blanquinoses que formen el cel. Per tant, un primer pla de formes delimitades i un segon pla on intervé l'aire i formes desdibuixades.

- La composició és horitzontal en la majoria dels quadres. La línia horitzontal en el paisatge es veu imposada pel cel i en les marines que separa el mar del cel. Aquesta línia fa que les obres siguin estàtiques i també remarca la idea de la mort. Aquesta només és trencada per algun element com els arbres, els xiprers, les ermites, els pobles que els trobem en posició vertical. A més de les línies, trobem alguns paisatges i persones que es veuen d'una manera molt llunyana treballades amb taques que no aporten cap moviment en la composició. Concretament en les marines trobem alguna vela que aporta cert dinamisme a la composició.

- La llum en els quadres de Modest Urgell no té un punt principal d'entrada tractant-se de forma similar en tot el quadre. Només en algunes obres on el sol es pon o algun núvol molt blanc es pot trobar un punt principal de llum que es reflecteix en la tela.

- El color: utilitza una gamma de freds pel cel d'un to blau violat amb taques blanquinoses i el camp amb ocres i verds marrons. Reafirmen la quietud en ser uns colors humits, lleugers i calmants. Aquests colors els trobem els diversos plans. En el primer pla, colors càlids com el vermell, ocre i marro i en el segon pla colors freds com els grisos i els blancs.

| «             | En muchos de sus cuadros encontramos las tonalidades de anochecer y las puestas de sol, las primeras sombras de la noche; los cielos anaranjados o aguas oscuras". | » |
| — PANTORBA, B | |   |

La tècnica utilitza normalment pintura a l'oli amb pinzellades curtes, grumoses i ràpides. Per tant, no utilitza una pinzellada homogènia sinó una pinzellada curta que esdevé en forma de zig-zag. En comptades ocasions trobem una pinzellada fosa quan pinta barques i ermites. En l'ús de la tècnica és un pintor modern quasi avantguardista. Es fa notar en les seves rascades amb moltes zones d'empastament i poques zones d'empast que es contraresten.
A més d'aquests elements, Modest Urgell destaca per posar en les seves obres pocs elements compositius. En alguns quadres simplement trobem un camí, uns arbres, una línia de l'horitzó. Altres quadres una platja, el mar i el cel. També té una gran predilecció pels cels amb tonalitats grises que ens endinsen en la tardor.

### Aspectes iconogràfics
La seva temàtica presenta la Catalunya rural del segle xix d'una forma real i romàntica. Per distingir les diferents obres de Modest Urgell amb aquesta temàtica monòtona, l'artista fa servir els títols per distingir-les.
En els seus aspectes iconogràfics en trobem quatre: la vida, la mort, el més enllà i una atmosfera trista i misteriosa.
- La vida és representada pels elements com les xemeneies que indiquen que una casa està habitada donant-li un aire d'humanitat. També la presència de les gavines juntament amb els pescadors que donen un aire de tranquil·litat impressionant a l'espectador.

- La mort es troba a diversos elements com els crepuscles que representen com el dia acaba, la gent gran que representa com s'acaba la vida, els xiprers que és l'arbre funerari dels cementiris, les ermites allunyades del poble que anuncien la mort i els ratpenats que surten al final del dia. També els cementiris que es presenten des de l'interior. Al mur i la porta tancats a la llunyania. Món tenebrós on l'espectador se submergeix.

- El més enllà presentat per la presència d'escales al costat del xiprer i ànecs que miren cap a la lluna.

- Una atmosfera trista i misteriosa. Aquest tipus d'atmosfera proporciona una gran quietud i silenci tant a la marina com el paisatge. Ho fa a partir d'uns cels ataronjats, vent creant un ambient tenebrós i màgic. Creava aquests ambients perquè reflectia el que veia o perquè pintava estats d'ànim.

### Escriptor

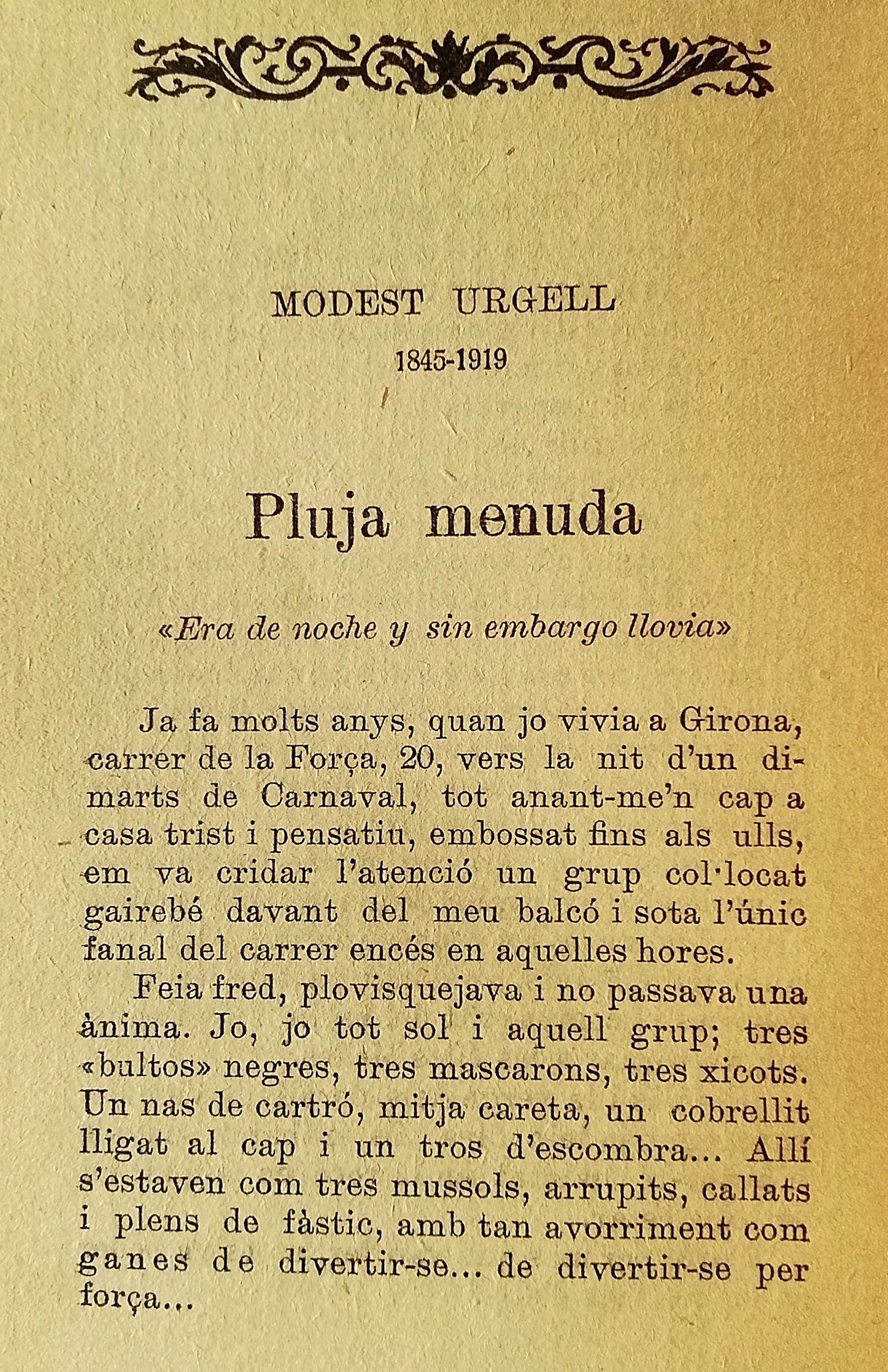
Inici del conte Pluja menuda que Modest Urgell va publicar l'any 1925 dins la col·lecció Biblioteca Popular de L'Avenç, número 146

Modest Urgell té la seva segona faceta com a escriptor d'obres teatrals. Publicà diverses obres de teatre:Turbonada (1870) Lluny dels ulls (1898), Un terròs de sucre (1898), Añoranza! (1899), Por (1901), Valor (1907); també escrigué la seva autobiografia: El murciélago. Memorias d'una patum (1913). La majoria de les seves obres teatrals reflecteixen el quotidià iqual que la seva pintura. És a dir, parteix de les classes populars. Aquestes es representen amb expressions del poble, un estament supersticiós i uns ambients rurals.

## Influències

### Etapa a París (1868)
En aquesta etapa trobem diferents moviments artístics i grups que influencien a Modest Urgell: el Realisme, l'Escola de Barbizon i el Simbolisme.
Pel que fa al Realisme, Urgell entra en contacte amb Courbet, pare del realisme pictòric francès. Urgell pinta temes de la vida quotidiana sobre teles de gran format, fet relativament estrany en aquella època. A través de Courbet, Urgell deixa anar la seva càrrega ideològica amb un to de malenconia.
A més, Urgell va entrar en contacte amb l'Escola de Barbizon, sobretot amb alguns dels mestres més destacats del paisatgisme francès com són Daubigny i Camille Corot. El primer elabora pintures harmonioses, suaus, amb cert onirisme que s'uneix al contingut dramàtic del paisatge, uns estilemes que també es faran presents en l'obra d'Urgell. Per la seva banda, Corot mostra la naturalesa d'una forma immediata, ingènua i sincera, tot oferint a l'espectador aquells paisatges que viu i sent. Va ser el primer a pintar la llum platejada i grisosa de la regió, elaborant una obra alliberada de contrastos violents i d'atmosferes emotives.
Pel que fa al simbolisme, Modest Urgell va deixar-se influir tant per la temàtica simbolista com per la tècnica pictòrica pròpia d'aquesta tendència. Es tracta d'un simbolisme sense personatges mitològics, però que crea un món de somni tot servint-se d'una atmosfera confusa i difuminada que crea un ambient misteriós. Urgell pren exemple de pintors com Gustave Moreau i Odilon Redon.

### Joaquim Vayreda(1870)
Vayreda, format a Llotja, va influenciar a Modest Urgell quan aquest s'instal·là a Olot l'any 1870, tot fugint de Barcelona per evitar l'epidèmia de febre groga. Urgell s'estableix a la casa de Vayreda amb altres artistes, i travaren una bona amistat. De Vayreda, Urgell va aprendre la importància dels esbossos a l'aire lliure, que elaborava durant les excursions que feien pels paisatges de la Garrotxa.

### Professor de Paisatge (1895)
Modest Urgell va ser professor de paisatge a Llotja després de morir Lluís Rigalt. Durant aquesta etapa va influenciar a Joan Miró, Anglada Camarasa i Picasso, entre d'altres.
En el cas de Joan Miró, la influència d'Urgell s'evidencia en tres elements del seu llenguatge pictòric que l'artista va qualificar d'obsessions: el cercle vermell, la lluna i l'estrella. Miró també va quedar impactat de les grans teles horitzontals de Modest Urgell, que desvetllaren la seva obsessió per l'horitzó i els paisatges buits.
Anglada Camarasa i Picasso van quedar impactats per l'originalitat i la personalitat d'Urgell.

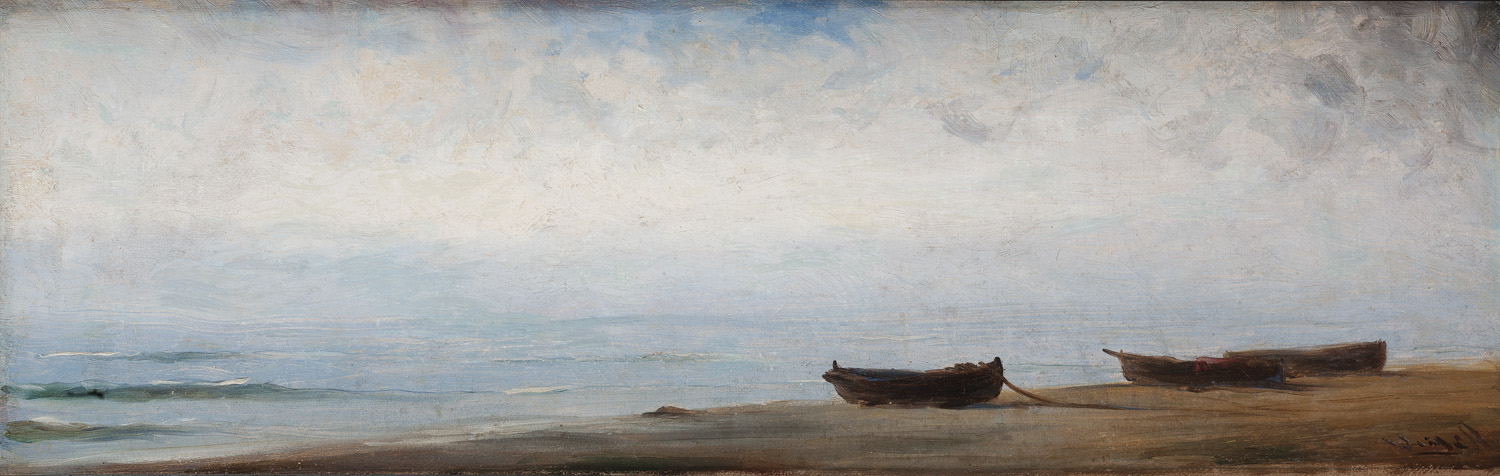
Platja amb barques, Modest Urgell, c. 1890. Fundació Rafael Masó de Girona

### ElRomanticisme
Aquest moviment influencia l'obra de Modest Urgell en la tendència de l'artista romàntic a la malenconia, el sentimentalisme, el gust pels gestos teatrals, descobrir l'edat mitjana i la defensa de la llibertat. També el predomini del sentiment per sobre la raó. El pintor barceloní encaixa perfectament en el seu caràcter.
L'italià Antonio Fontanesi va ser un dels pintors romàntics que més influenciaren l'obra d'Urgell, que feia "poesia del real": temàtiques definides que es deixen emportar per la naturalesa. L'atmosfera, la llum, l'espai aeri, les aigües silencioses… influeixen totalment en la temàtica de l'obra de Modest Urgell.

### Edgar Allan Poe
El pintor barceloní se sentia inclinat pels temes obscurs i admirà profundament Poe, a qui considerava el geni de la ultratomba.

## Presència a museus
La seva obra es troba al MNAC, al Museu d'Art de Girona, a la Fundació Rafael Masó de Girona, Museus de Palma i Lugo, al Museu de Badalona, a la Biblioteca Museu Víctor Balaguer de Vilanova i la Geltrú, a la Kunsthalle d'Hamburg, Museu Thyssen-Bornemisza de Madrid, Museu Thyssen-Bornemisza de Màlaga, Museu del Prado de Madrid, col·lecció Beatriz Anglada Huelin, Col·lecció Araguas, Col·lecció Artur Ramon, Col·lecció Fons d'Art Caixa Sabadell, Col·lecció Museu Comarcal de la Garrotxa, Col·lecció Vallet-Barceló, Museu d'Art de Girona, Museu d'Art de Sabadell, Museu Abelló, Col·lecció caixa del Penedès, Col·lecció crèdit Andorrà, Col·lecció Banc Sabadell, Col·leccions privades i en galeries d'art. A més va reunir reproduccions de bona part de la seva obra a l'àlbum Catalunya (1905), i un paisatge (1893-1919) que havia decorat el vestíbul de l'Hotel Majestic de Barcelona fou exposat per primer cop a la Fundació Joan Miró l'any 2013. El 2014-2015 el Museu d'Art de Girona li dedicà una exposició retrospectiva amb els seus fons propis. Entre 2019 i 2020 el mateix museu li ha dedicat l'exposició Modest Urgell, més enllà de l'horitzó, emmarcada en l'Any Modest Urgell

## Galeria

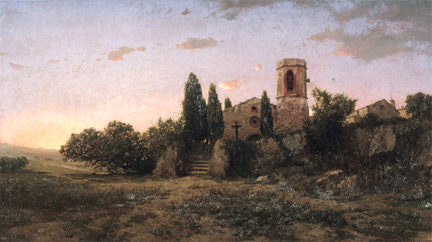
El toc d'oració
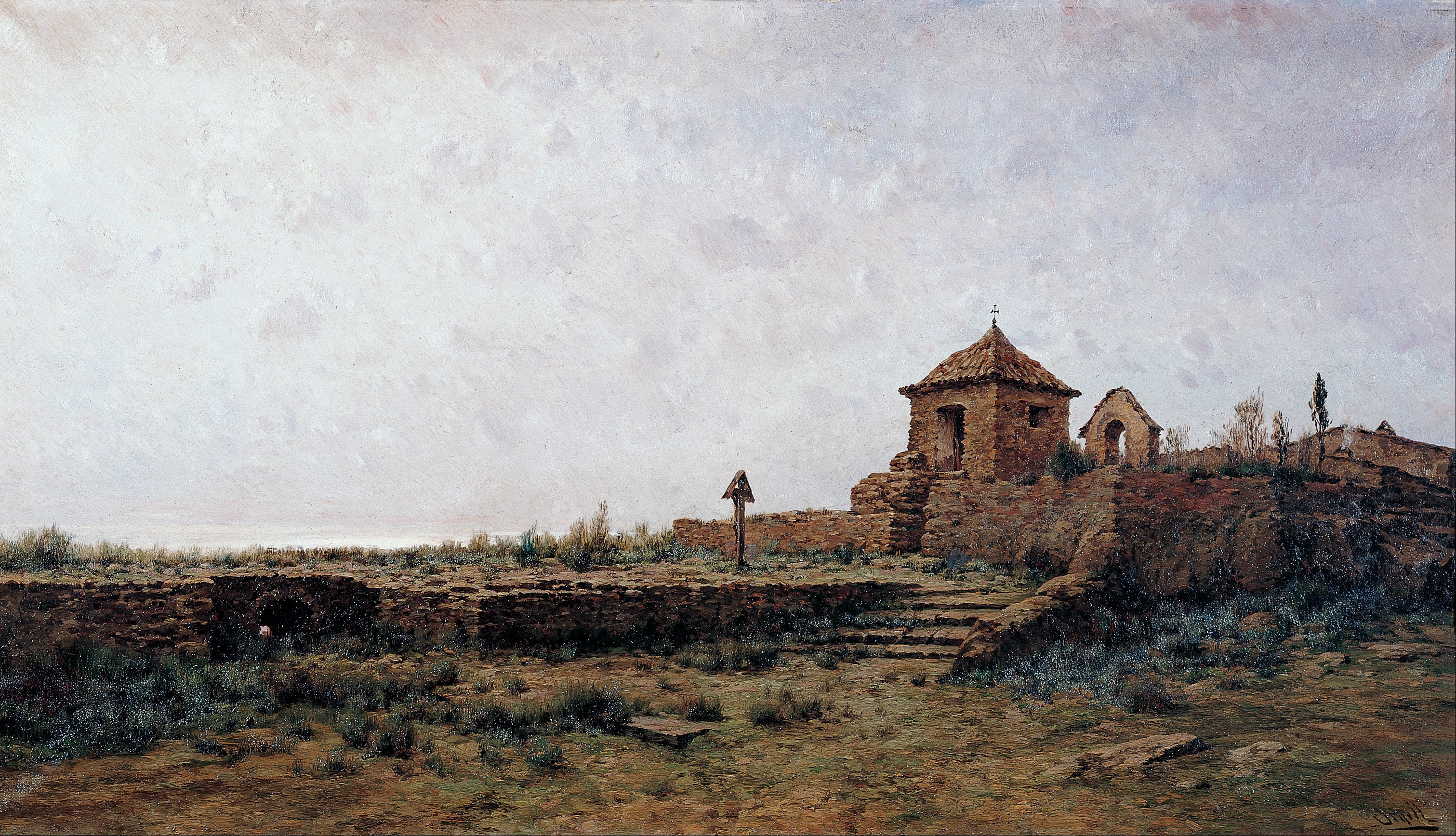
Paisatge
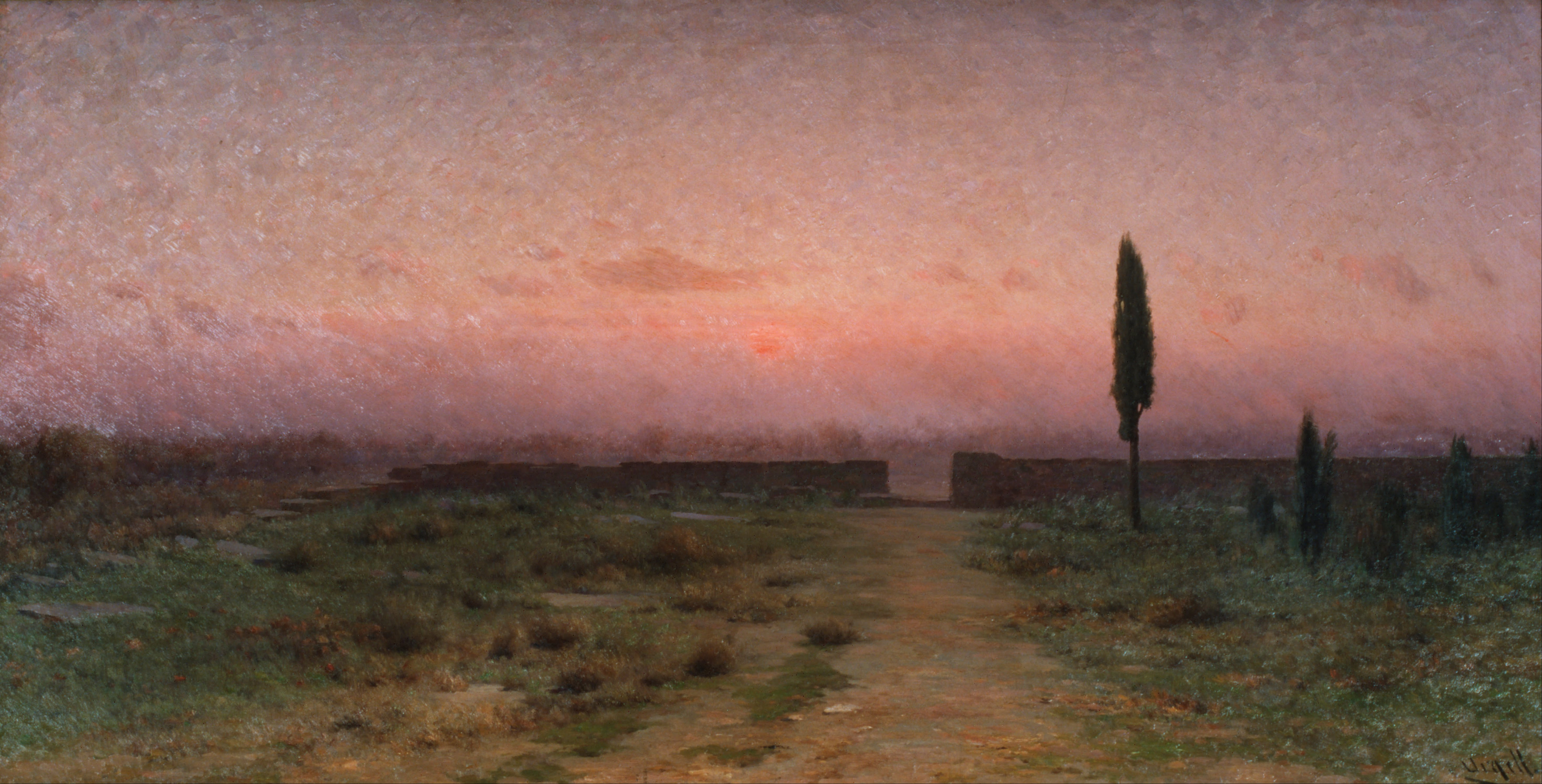
Paisatge
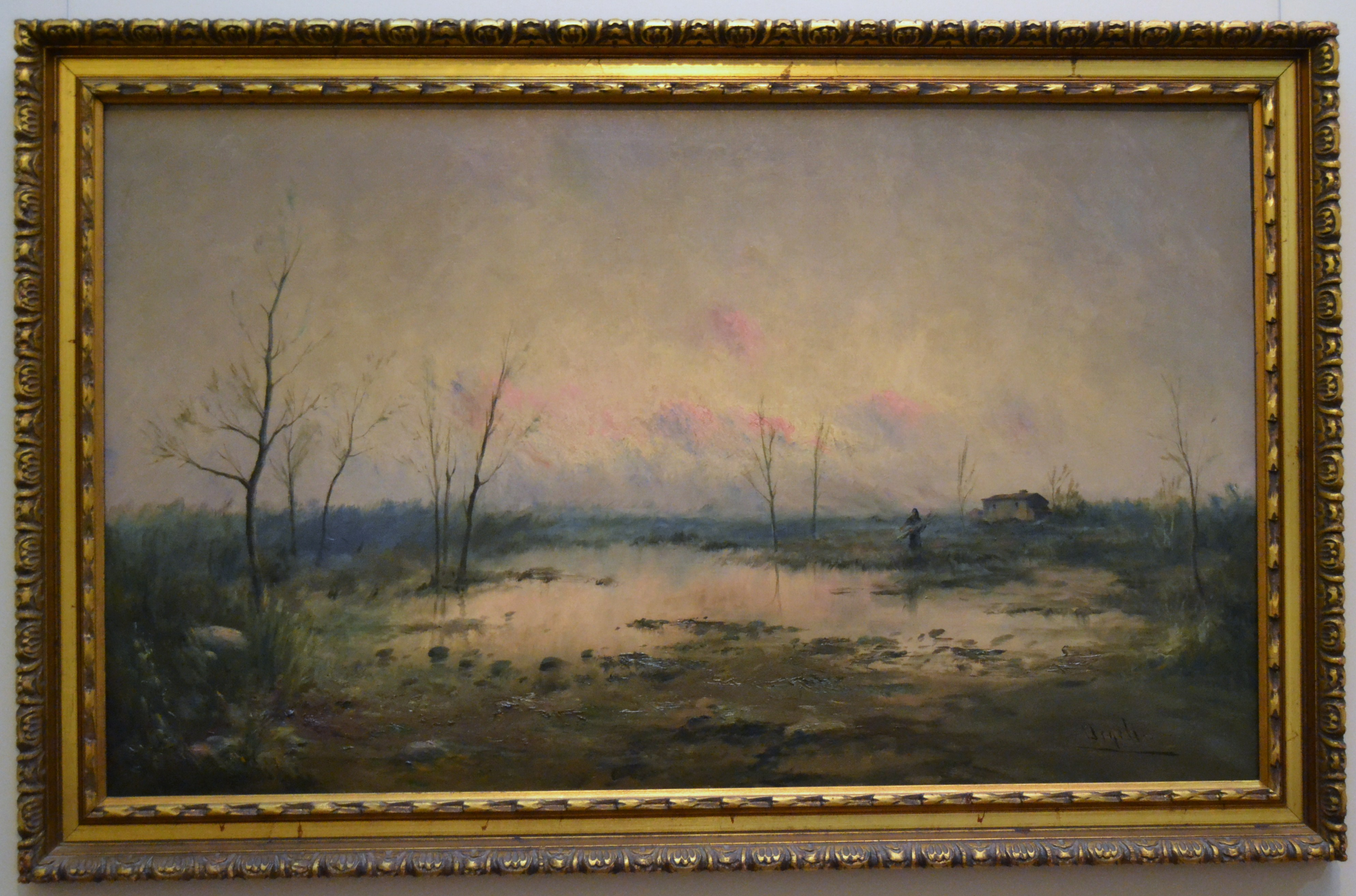
Hivern
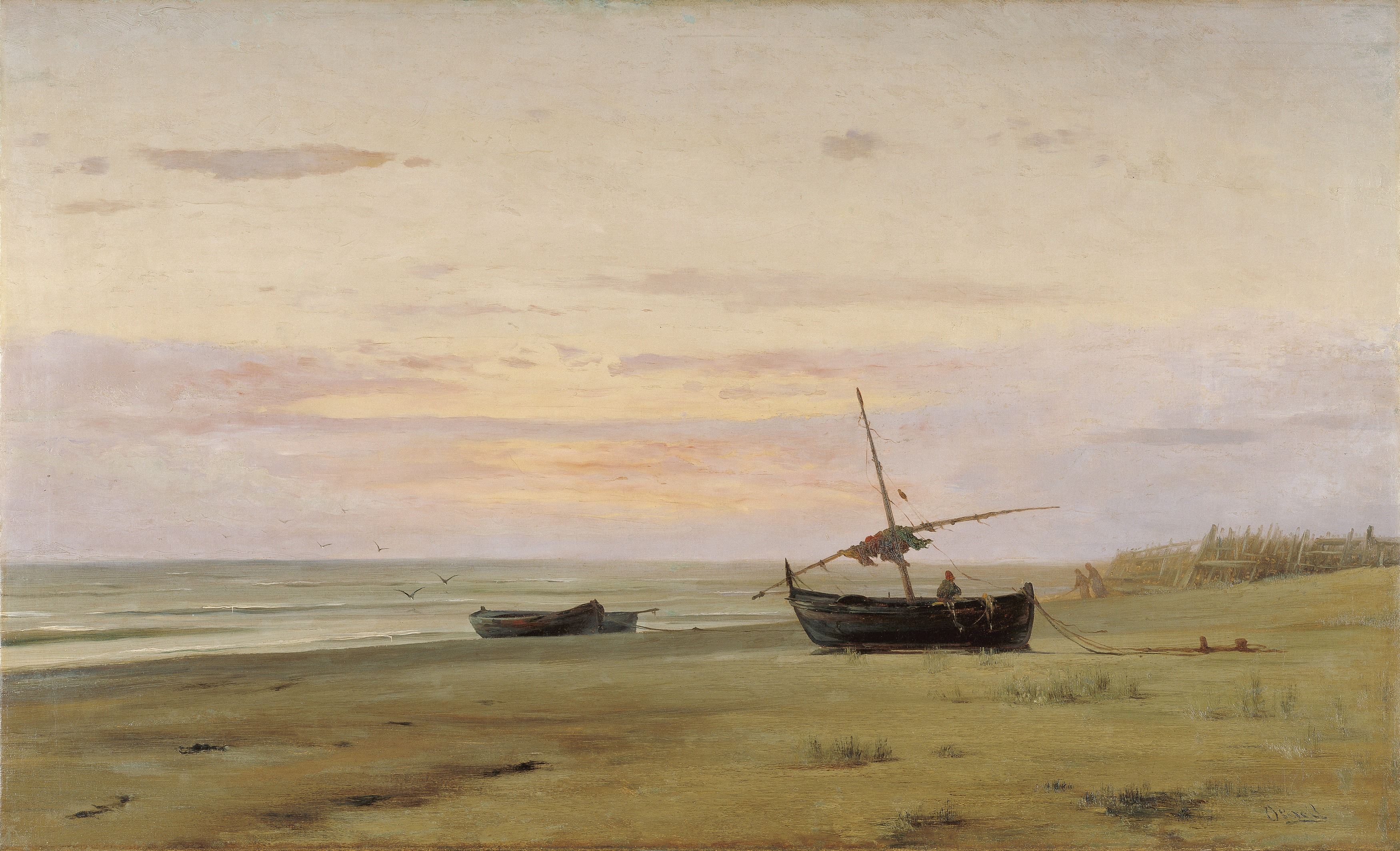
Platja
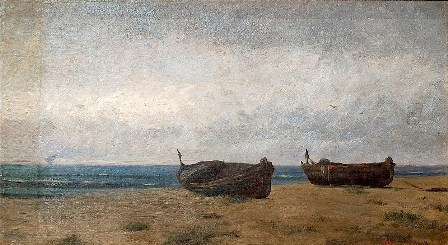
Barques a la platja

## Premis i reconeixements
- 1876- Segona Medalla a l'Exposició Nacional de Belles Arts de Madrid amb Toc d'oració
- 1894- Primera Medalla a l'Exposició d'Art de Barcelona amb Camps de solitud
- 1895- Primera medalla a l'Exposició Nacional de Belles Arts de Madrid amb El Pedregal, poble civilitzat
- 1896- Primera medalla a l'Exposició d'Art de Barcelona amb Sempre lo mateix
- 1897- Premiat a Múnic i a Brussel·les
- 1898- Primera medalla a l'Exposició d'Art de Barcelona amb Lo de sempre